# Norm Snead
Norman Bailey Snead (Halifax, Virginia, 31 de julio de 1939-Naples, Florida, 14 de enero de 2024), conocido como Norm Snead, fue un jugador de fútbol americano estadounidense que jugó dieciséis temporadas con cinco equipos en la NFL en la posición de quarterback y estuvo en cuatro ocasiones en el Pro Bowl.

## Carrera

### Universitario
Formó parte de los Wake Forest Demon Deacons e impuso las siguientes marcas dentro del equipo en una temporada:
- 1958: 67-151 para 1003 yardas.[3]
- 1959: 82-191 para 1361 yardas.
- 1960: 123-259 para 1676 yardas.

En 1958 Snead fue seleccionado al segundo equipo All-Atlantic Coast Conference, y en 1959 y 1960 fue nombrado al primer equipo All-ACC. En 1960 Snead fue seleccionado en el segundo equipo All-American como quarterback por UPI y la asociación de escritores de fútbol americano.
En 1984 fue exaltado al Virginia Sports Hall of Fame y su número 16 fue retirado de los Wake Forest Demon Deacons.

### Profesional
Snead fue seleccionado al Pro Bowl en cuatro ocasiones: 1962, 1963, 1965 y 1972; y en su última selección fue el líder de la NFL en porcentaje de pases completos y segundo lugar en promedio de pasador.
Snead fue seleccionado en la National Football League y la American Football League, y Snead decidió jugar para los Washington Redskins, quien lo eligió en la segunda posición global. Desafortunadamente, el equipo en esos años la estuvo pasando muy mal, ya que no tenían una temporada ganadora desde 1956 y no clasificaban a playoff desde 1946. Snead fue titular en todos los partidos de la temporada de 1961, la cual fue miserable. Snead tuvo tres partidos con al menos tres intercepciones y no ganó un partido hasta el último partido de la temporada contra los suplentes de los Dallas Cowboys. Snead lanzó 11 touchdowns y 22 intercepciones para 2337 yardas. Estuvo entre los primeros 10 en intentos de pase, pases completos, yardas e intercepciones (3º, 4º, 6º  y 3º respectivamente). Snead mejoró en la siguiente temporada, lanzó para 2926 yardas con 22 touchdowns y 22 intercepciones, además de ganar cinco partidos para los Redskins, lo suficiente para ser seleccionado al Pro Bowl. Su última temporada con los Redskins fue miserable. El equipo terminó con marca de 3–11, lanzó para 3043 yardas (la primera de dos temporadas con 3000 yardas) con 13 touchdowns y 27 intercepciones (líder de la liga), pero sería seleccionado al Pro Bowl nuevamente. Su mayor cantidad de yardas fue ante los Pittsburgh Steelers, donde lanzó para 424 yardas, su único partido de más de 400 yardas en su carrera, en la derrota por 28–34. Al terminar la temporada pasó a jugar con los Philadelphia Eagles en un cambio por Sonny Jurgensen y Claude Crabb.
En siete temporadas con los Eagles, Snead fue el titular en cada temporada (inició 81 de 98 partidos posibles), pero Snead estuvo en una época en la que los Eagles no iban tan bien. Snead inició en 14 partidos de su primera temporada, lanzó para 1096 yardas con 14 touchdowns y 12 intercepciones, y los Eagles ganaron seis partidos. En 1965 Snead fue titular en 10 partidos, de los cuales ganó 4, lanzó para 2346 yardas, 15 touchdowns y 13 intercepciones, lo que lo seleccionó al Pro Bowl por tercera vez.
En 1966 cuando iba con récord de 5-5 con los Eagles, ganaron cuatro partidos con él en la banca y terminaron en segundo lugar de su división. Fue la primera de tres temporadas en las que Snead jugó con un equipo con marca ganadora. En el partido ante los St. Louis Cardinals fue el peor de su carrera, lanzó cinco intercepciones y tuvo 16 de 45 pases completos para 247 yardas. Lanzó 8 touchdowns y 11 intercepciones para 1275 yardas (lanzó para más de 200 yardas en cada partido como titular). En 1967 volvió a ser titular, lanzó para 29 touchdowns y 24 intercepciones con 3399 yardas (marca personal) y el equipo terminó con récord de 6-7-1. Sin embargo, para las siguientes tres temporadas volvió la miseria, solo ganó nueve de 35 partidos como titular y en cada temporada tuvo más intercepciones que touchdowns. Fue el líder de la liga en intercepciones en dos de esas temporada. Snead sería cambiado al finalizar la temporada de 1970 hacia los Minnesota Vikings, que tenían a Gary Cuozzo como quarterback. Sería cambiado por Steve Smith, selecciones de segunda y sexta ronda del Draft de 1971 (50° y 154° general–Hank Allison y Wyck Neely respectivamente) y la tercera ronda del draft de 1972 (76° general–Bobby Majors) el 28 de enero de 1971. Apareció en siete partidos, dos de ellos como titular. tuvo un touchdown y seis intercepciones para 470 yardas, ganó dos de esos partidos (ante Buffalo Bills y Philadelphia Eagles). Además los Vikings clasificaron a playoffs, Cuozzo fue el titular en el playoff ante Dallas y Snead era suplente. Fue la única ocasión en la que Snead estuvo en un equipo clasificado a playoff.
Snead sería cambiado junto a Bob Grim, Vince Clements, una primera ronda del Draft de 1972 (24° general–Larry Jacobson) y una segunda ronda del Draft de 1973 (40° general–Brad Van Pelt) de los Vikings a los New York Giants por Fran Tarkenton el 27 de enero de 1972; siendo uno de los pocos quarterbacks que formaron parte de varios cambios que incluirían a eventuales miembros del Salón de la Fama. Snead sería titular en 13 de 14 partidos con los Giants en 1972, y sería su última buena temporada. Lanzó para 2307 yardas, lideró la liga en pases completos (60.3%), 17 touchdowns y 12 intercepciones, la primera vez que lanzó más touchdowns que intercepciones desde 1967. Los Giants terminaron con marca de 8-6 luego de perder dos de los últimos tres partidos. Eso sería un espejismo para los Giants, ya que al año siguiente el equipo iba con marca de 1-5-1 con Snead como titular al año siguiente. Volvió a liderar la liga en intercepciones con 22 y lanzó para 1483 yardas. Fue el titular en los últimos cuatro partidos de los Giants al año siguiente antes de ser cambiado a los San Francisco 49ers, donde solo jugó un partido como titular. Su cambio sería el 22 de octubre de 1974, el principio de varios cambios de quarterback en esa temporada, cuando Snead pasó de los Giants a los San Francisco 49ers por una tercera ronda del Draft de 1975 (62° general–Danny Buggs) y una cuarta ronda del Draft de 1976 (104° general–Gordon Bell). El que ocupaba el puesto de quarterback en los 49ers Joe Reed pasó de los 49ers a los Detroit Lions y fue reemplazado por Craig Morton, que pasó de los Giants a los Dallas Cowboys.
En 1975 fue titular en siete partidos con los 49ers. Su récord fue de 2–5, lanzó para 1337 yardas, 9 touchdowns y 10 intercepciones. Sería cortado por los 49ers en la pretemporada de 1976 y volvería a los Giants para reemplazar al lesionado Jerry Golsteyn como suplente de Morton, y fue titular en dos ocasiones. Snead sería una de las raras victorias para un quarterback en una temporada. Los Giants (0-8) enfrentaban a Washington, que tenía récord de 6-3 en ese momento, el 14 de noviembre, y los dos equipos se combinaron para 179 yardas aéreas con siete pérdidas de balón. Snead tuvo 3 de 14 pases completos para 26 yardas y dos intercepciones, con un rating de pases de 0, pero Joe Danelo rompió el empate con un gol de campo de 50 yardas en el último cuarto para la victoria por 12–9. Snead fue el último quarterback en ganar un partido con un rating de pases de 0. También sería su último partido en la NFL.
Snead fue el primer quarterback en perder 100 partidos como titular. Desde entonces, solo siete quarterbacks (incluyendo miembros del Salón de la Fama) han perdido esa cantidad de partidos. Snead fue titular en 178 partidos y lanzó al menos una intercepción en 131.

## Tras el retiro
Snead se retiraría como jugador en 1977 y pasó a ser entrenador del The Apprentice School en Newport News, Virginia. Estuvo dos periodos como entrenador, de 1977 a 1984 y de 1988 a 1989, con un récord de 46–41–2.